# Neosodon
Genre
Espèce
Neosodon (signifiant « nouvelle dent ») est un genre de dinosaures sauropodes du Jurassique supérieur retrouvé dans les Sables et Grès à Trigonia gribosa du Département du Pas-de-Calais, en France. Aucune espèce-type n'y a été associée officiellement.
Neosodon a souvent été associé au taxon poubelle Pelorosaurus, mais des études récentes suggèrent plutôt qu'il serait lié au Turiasaurus.

## Histoire
En 1885, M. de la Moussaye a nommé le genre, sans lui associer une espèce-type, d'après une grande dent retrouvée à Wimille, près de Boulogne-sur-Mer. Il croyait que cette dernière est associée à un théropode semblable au Megalosaurus.
En 1888, Henri Émile Sauvage en fait un synonyme de l'Iguanodon praecursor.